# Imera meridionale
L'Imera meridionale o Salso Himeras è un importante fiume della Sicilia centrale e sud-occidentale.
Con uno sviluppo totale di 144 km è il principale corso d'acqua della Sicilia per lunghezza, ma il secondo per ampiezza di bacino idrografico (2.122 km²) dopo il Simeto.

## Nome
La denominazione Salso è riferibile all'elevata salinità dell'acqua nel tratto meridionale del fiume (da Caltanissetta fino alla foce), originata dalla composizione delle rocce delle aree che il fiume attraversa nel suo percorso. Nelle province di Enna e Caltanissetta, attraversate dal fiume, si trovano infatti le grandi miniere, oggi abbandonate, da cui si estraevano un tempo minerali di zolfo, i sali potassici ed il salgemma lungo un territorio chiamato "bacino minerario della Valle dell'Imera".

## Corso del fiume
Tre sono i rami sorgentizi del fiume in questione, tutti provenienti dalla catena della Madonie in provincia di Palermo e precisamente: dal Pizzo Catarineci (1.660 m) nasce il ramo "Petralia" o "Imera Meridionale" propriamente detto; il ramo "Pellizzara" che nasce da "Portella dei Bifolchi", tra Petralia Soprana e Geraci Siculo e, infine, il ramo "Gangi" che nasce da una sorgente posta in località Gangivecchio. Il "Pellizzara", ramo centrale che lambisce l'abitato di Petralia Soprana, diventa salato attraversando le saline di sali potassici poste in prossimità di Alimena, arricchendosi poco più a valle, in località Monzonaro, dell'apporto del fiume Gangi; essi confluiscono poi con l'Imera Meridionale o "Petralia", il ramo destro che lambisce gli abitati di Petralia Sottana, Blufi e Resuttano costeggiando anche un tratto dell'autostrada A19, presso la località "Rasicudia", o più modernamente Ponte Cinque Archi, presso la zona di confine tra le province di Palermo, Caltanissetta ed Enna andando così a formare l'Imera Meridionale - Salso propriamente detto.
È prevista la costruzione di una diga in prossimità dell'abitato di Blufi. Dell'opera, a tutt'oggi incompiuta sebbene progettata da diversi decenni, sono state realizzate le infrastrutture di supporto ma manca ancora lo sbarramento vero e proprio.
Dalla confluenza il fiume prosegue dunque verso sud, costeggiato per qualche km dall'Autostrada A19, giungendo sino nei pressi di Caltanissetta dove funge per parecchi km da confine tra le province di Enna e Caltanissetta, ricevendo svariati affluenti tra i quali il torrente Torcicoda e da sinistra il fiume Morello.
Dopo la confluenza da sinistra del torrente Braemi, il fiume entra in Provincia di Caltanissetta prendendo a scorrere sinuoso, giungendo poi presso la loc. Trabia Miniere dove riceve da destra il torrente Gibbesi.
Da qui funge nuovamente da confine, questa volta però tra le province di Caltanissetta ed Agrigento scorrendo a cavallo tra i territori dei comuni di Ravanusa e Riesi.
In breve, il fiume entra definitivamente in provincia di Agrigento ricevendo da destra il torrente Mendola e scorrendo con ampi meandri (nei quali le sue acque stagnando creano le condizioni abitative per molte specie animali) per poi giungere lento e ampio a Licata dove sfocia in quella parte del Mar Mediterraneo che si trova a sud della Sicilia e che viene denominato Canale di Sicilia o mar Africano.

## Regime
Il regime dell'Imera Meridionale è caratterizzato, nonostante l'ampio bacino di raccolta, da modestissime portate medie annue (appena 5,1 m³/s.) che diventano poi quasi nulle nella stagione secca.
Le sorgenti delle Madonie, alimentate anche dalle acque di scioglimento delle nevi, assicurano nel tratto iniziale un afflusso continuo anche nella stagione estiva (con evidenti e marcate differenze stagionali), che viene in parte sfruttato per finalità idropotabili (nel primo tratto le acque, a monte dei depositi minerali, sono ancora dolci) riducendo il normale deflusso.
Al contrario, in caso di forti precipitazioni (che si verificano soprattutto in autunno) il fiume è soggetto a imponenti piene improvvise (tempi di corrivazione del bacino pari a 24 h), che possono anche causare pesanti danni ai terreni adiacenti al corso del fiume; infatti la forma, l'estensione e il regime pluviometrico del suo bacino nonché le particolari condizioni geomorfologiche che si rilevano nella parte valliva dello stesso, concorrono a determinare frequenti inondazioni con piene significative superiori anche a 1.500 m³/s e tempi di ritorno di appena 10 anni, concentrate soprattutto nella Piana di Licata in prossimità della foce.

### Il tratto iniziale
Nel primo tratto, parzialmente compreso nel territorio del Parco delle Madonie, le acque del fiume sono piuttosto fredde e limpide.
Intorno al fiume prospera una rigogliosa vegetazione costituita prevalentemente da pioppi, castagni, salici e conifere, associati a canneti, che ospita istrici, ricci, volpi, testuggini, diverse specie di roditori nonché anfibi (rospi, discoglossi e rane) e rettili (bisce d'acqua, vipere, biacchi, gongili e lucertole).
Tra gli uccelli si segnalano la ballerina bianca e la gialla, piccole popolazioni di merli acquaioli, con l'occasionale presenza di uccelli migratori acquatici.
A dispetto di scellerati interventi di cementificazione del passato (imbrigliamento di parte del corso), sopravvive nelle acque del fiume anche una colonia di anguille nere, oltre a granchi fluviali ed una ricca popolazione di insetti.

### La foce
La zona della foce ha una vegetazione caratterizzata da canneti di Phragmites australis in associazione con salicornia (Salicornia glauca), atriplice (Atriplex prostrata subsp. latifolia) e varie specie di Cyperaceae, tra cui il raro scirpo marittimo (Bolboschoenus maritimus).
L'area ha una grande valenza ornitologica: nelle stagioni intermedie (primavera e autunno) si possono osservare l'airone cenerino (Ardea cinerea), la garzetta (Egretta garzetta), il cavaliere d'Italia (Himantopus himantopus), il chiurlo maggiore (Numenius arquata) e l'avocetta (Recurvirostra avosetta). Sporadica la presenza del cigno reale, della cicogna nera, dei fenicotteri e dell'airone bianco maggiore (Egretta alba).
Stanziali tutto l'anno sono limicole, gallinelle, folaghe e gabbiani. Fra la fauna ittica si segnala la presenza del nono che ben si adatta alla salinità delle acque.
Nel giugno 2001 è stata firmata una convenzione con il Comune di Licata per un osservatorio avi-faunistico sulla foce e nel maggio 2002 si è inaugurato l'Osservatorio, gestito da volontari e curato dal WWF.

## Omonimie
Con il nome di Salso viene anche indicato un altro fiume siciliano, il Salso Cimarosa che scorre interamente in provincia di Enna ed è un affluente di destra del Simeto.
Con il nome di Imera viene anche indicato un altro fiume della Sicilia, l'Imera Settentrionale che scorre interamente in provincia di Palermo ed è uno dei principali fiumi siciliani che sfociano nel mar Tirreno.
Con quest'ultimo l'omonimia è legata al fatto che nell'antichità si riteneva che i due fiumi nascessero dalla stessa fonte (fonte Fatuzza) e che subito dopo divergessero uno a nord e uno a sud, dolce il primo e salato il secondo; così si esprime nel De Mirandis Antigono: Hymeram ex uno fonte in duo scindi alveos, altermque fluvium esse salsum, alterum potabilem.